# Maria Palm-Hebbe
Maria (Mimica) Palm-Hebbe född 8 juli 1754 i Konstantinopel, död 2 januari 1800 i Stockholm, var en svensk konstnär.

## Biografi
Palm var dotter till generalkonsuln Cornelius Asmund Palm och Eva van Bruyn, och från 1771 gift med grosshandlaren och kommerserådet Christian Hebbe. Hon var syster till etsaren Elisabeth Palm-Schön
Palm-Hebbe studerade konst för Jacob Gillberg 1770. Palm-Hebbe är representerad vid Nationalmuseum med etsningarna Bourg de Brabant à coté d'Anvers grave 1770 samt Flodlandskap med män och id Uppsala universitetsbibliotek.